# 观音阁水库
观音阁水库位于中国辽宁省本溪市本溪满族自治县，是以防洪、灌溉、供水为主，兼有发电、养殖等功能的大（一）型水库。
毗邻本溪水洞，相距约6千米。